# Hernalser Hauptstraße
Die Hernalser Hauptstraße ist eine Straße im 17. Wiener Gemeindebezirk Hernals. Sie wurde in heutiger Form zu Ende des 19. Jahrhunderts durch Einwölbung des Alserbaches geschaffen und ist eine der wenigen Straßen Wiens mit Avenue-Charakter.

## Geschichte
Im Zuge der Gegenreformation wurde der protestantisch orientierte Wiener Vorort Hernals zwangskatholisiert und ein Passionsweg vom Stephansdom nach Hernals geschaffen, an dessen Ende die Kalvarienbergkirche errichtet wurde. Der Kreuzweg, 1639 von Kaiser Ferdinand II. persönlich eröffnet, und sein jährlicher Fastenmarkt etablierten Hernals paradoxerweise als Vergnügungszentrum. Seine Hauptverkehrsader war die  Hauptstraße (spätere Hernalser Hauptstraße) entlang des Alserbachs. Mit Ende des 18. Jahrhunderts verbreitete sich die Mode des sonntäglichen Ausflugstourismus. Mit dem Zeiserlwagen, einem frühen Massenverkehrsmittel, fuhr man nach Hernals und über die Hauptstraße nach Dornbach.

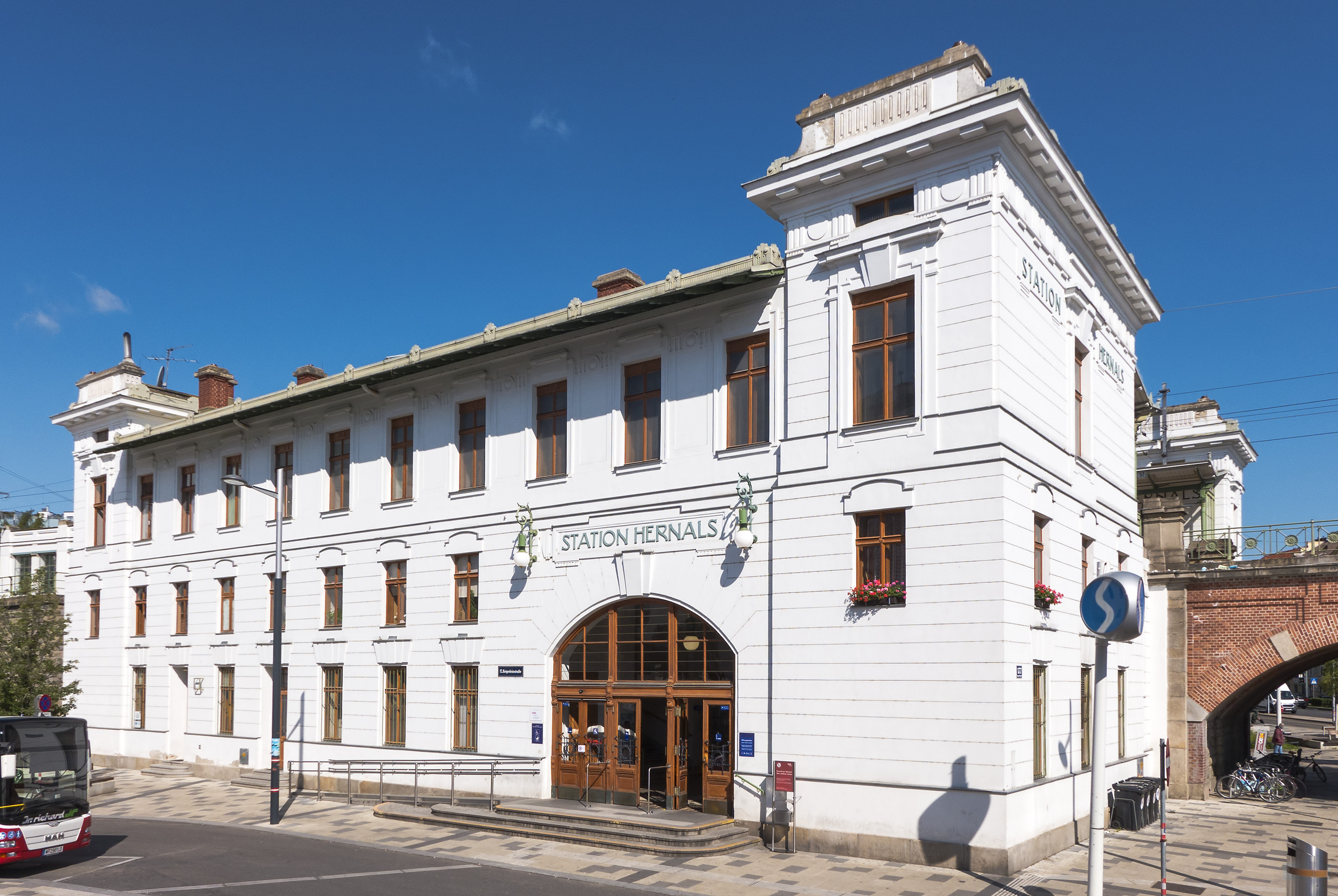
Bahnhof Hernals der Vorortelinie (S 45)

Nach 1873 begann man unter dem Hernalser Bürgermeister Elterlein die Als einzuwölben. Abgeschlossen wurde das Vorhaben erst 1899. Dadurch entstand im äußeren Bereich der Hauptstraße ein für Wiener Begriffe ungewöhnlich breiter Straßenzug mit Alleecharakter und Nebenfahrbahnen. Die Architekten Friedrich König (1842–1906) und Rudolf Feldscharek (1845–1919) konzipierten zu Anfang der 1880er Jahre sogar einen „Boulevard von Wien nach Dornbach“. Aufgrund eines gewissen Mangels an repräsentativen Gebäuden  konnte die (äußere) Hernalser Hauptstraße allerdings dieser ehrgeizigen Vision bisher nicht entsprechen. Daran könnte sich allerdings einiges ändern, käme es zu dem für die U-Bahn Wien ursprünglich vorgesehenen und von politischer Seite immer wieder reklamierten Bau einer Linie U5 unter der Hernalser Hauptstraße in Richtung Rathaus.
Im gürtelnahen Bereich führt heute über der abgedeckten Als die Jörgerstraße in die Stadt, auch der Straßenverlauf der inneren Hernalser Hauptstraße folgt den Verwindungen des Alserbaches.
Nachdem Hernals 1892 gemeinsam mit den Vororten Dornbach und Neuwaldegg als 17. Wiener Gemeindebezirk eingemeindet worden war, kam es 1894 zur Umbenennung der bisher bloß Hauptstraße genannten Verkehrsader in Hernalser Hauptstraße.

## Bemerkenswerte Adressen

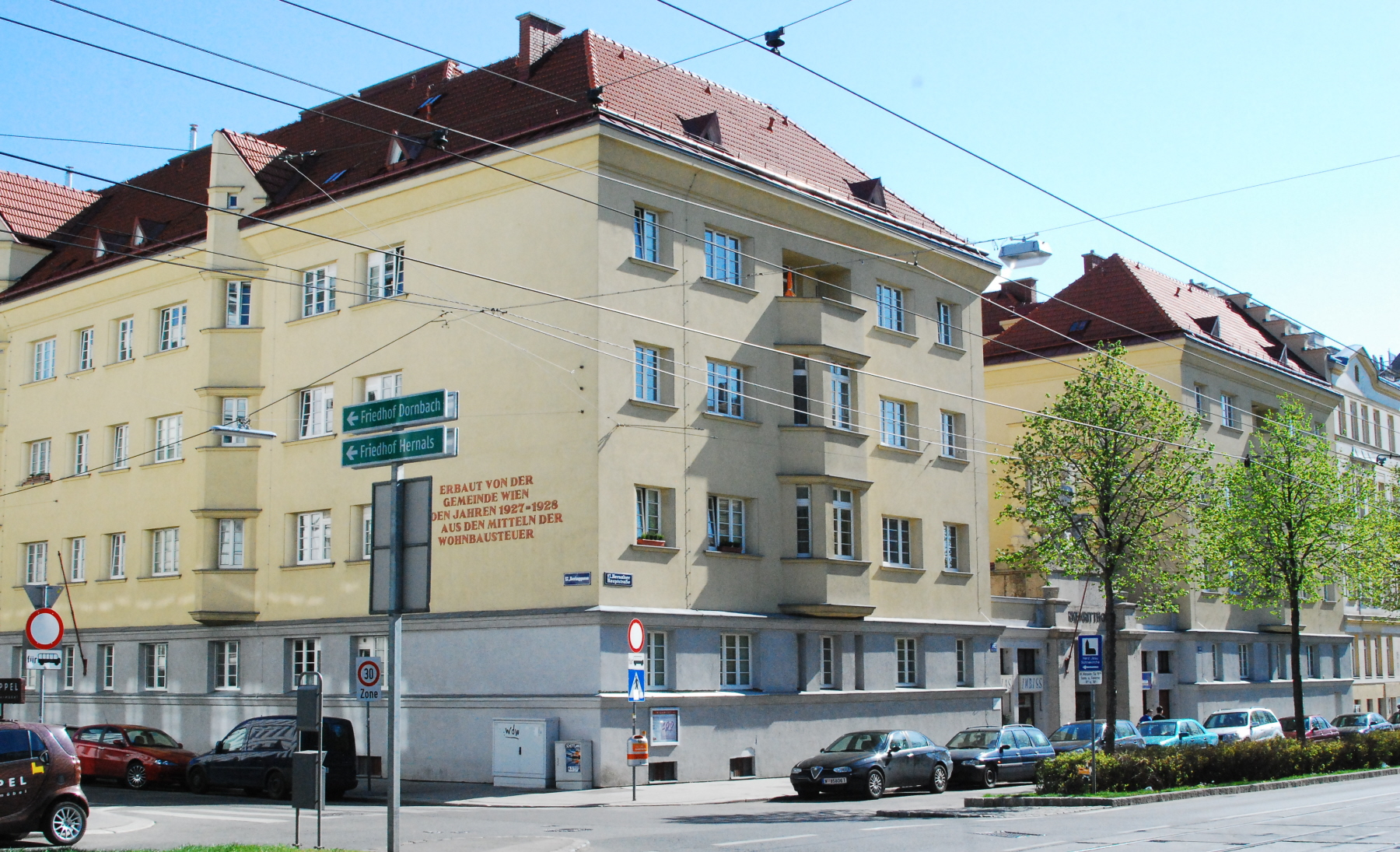
Türkenritthof

- Nr. 54: Hier wohnte einst der christlichsoziale Politiker Leopold Kunschak (Gedenktafel)
- Nr. 55: Wiener Metropol (ehemals Etablissement Klein)
- Nr. 73: Hier stand das Hernalser Maria Theresienschlössel (1953–54 abgerissen)
- Nr. 110: Wohnhaus Eduard J. Nikl, Zitherspieler und Komponist, Gedenktafel
- Nr. 124: Ehemaliger Standort der Hernalser Waggonfabrik
- Nr. 138: Betriebsbahnhof Hernals der Straßenbahn – Gedenktafel für den Widerstandskämpfer Johann Schöber (1902–1942)
- Nr. 190–192: Gemeindebau Türkenritthof
- Otto Wagners monumentaler Stationsbau Hernals der Vorortelinie mit anschließender Brücke über die Hernalser Hauptstraße liegt quer zu dieser

## Kuriosität
Im Zuge der Gürtelregulierung kamen 1905 die Häuser innerhalb des Gürtels zur Kinderspitalgasse. Die Hernalser Hauptstraße beginnt deshalb seither mit den Hausnummern 5 und 12.

## Galerie

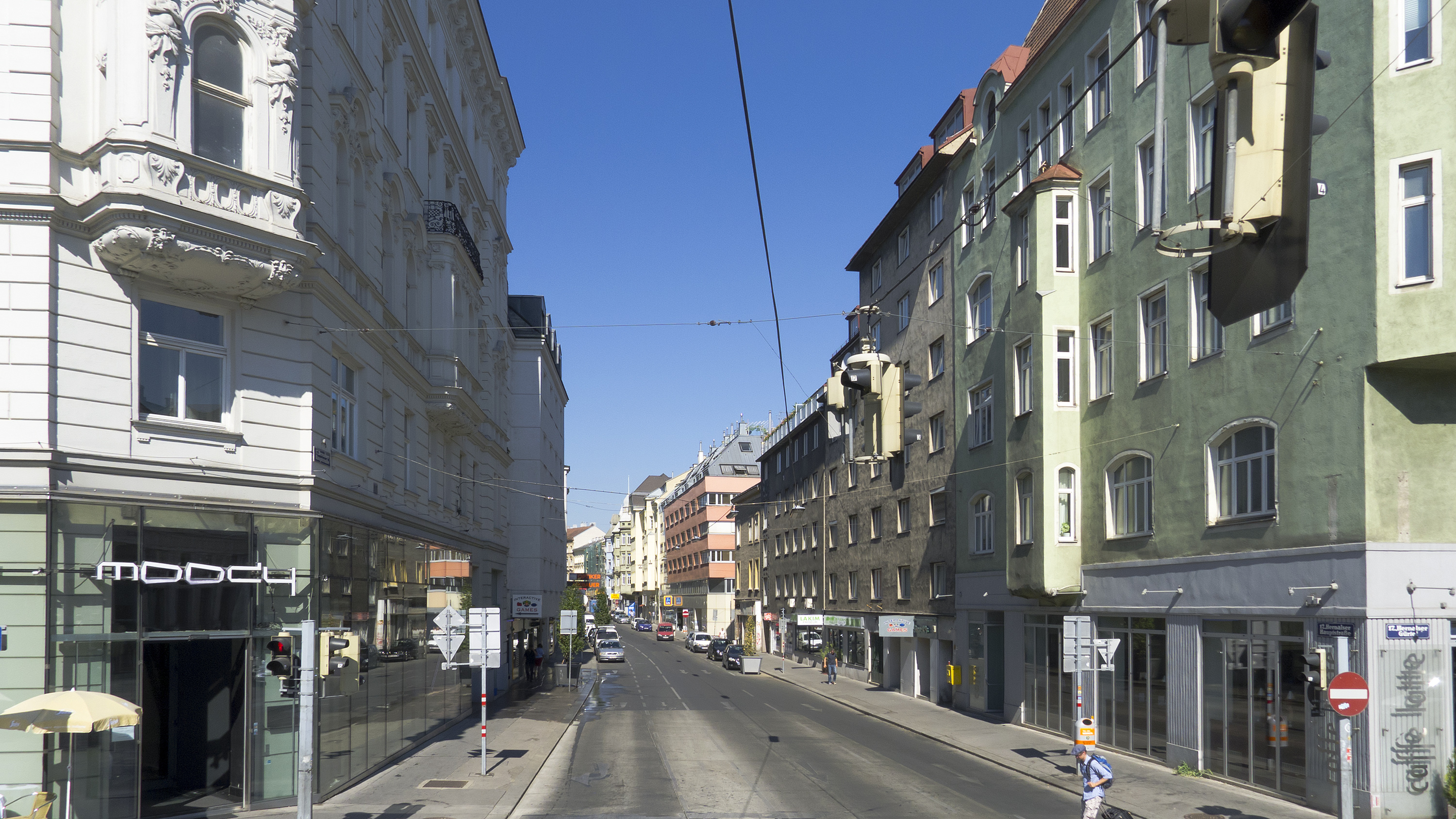
Der Anfang der Straße beim Hernalser Gürtel
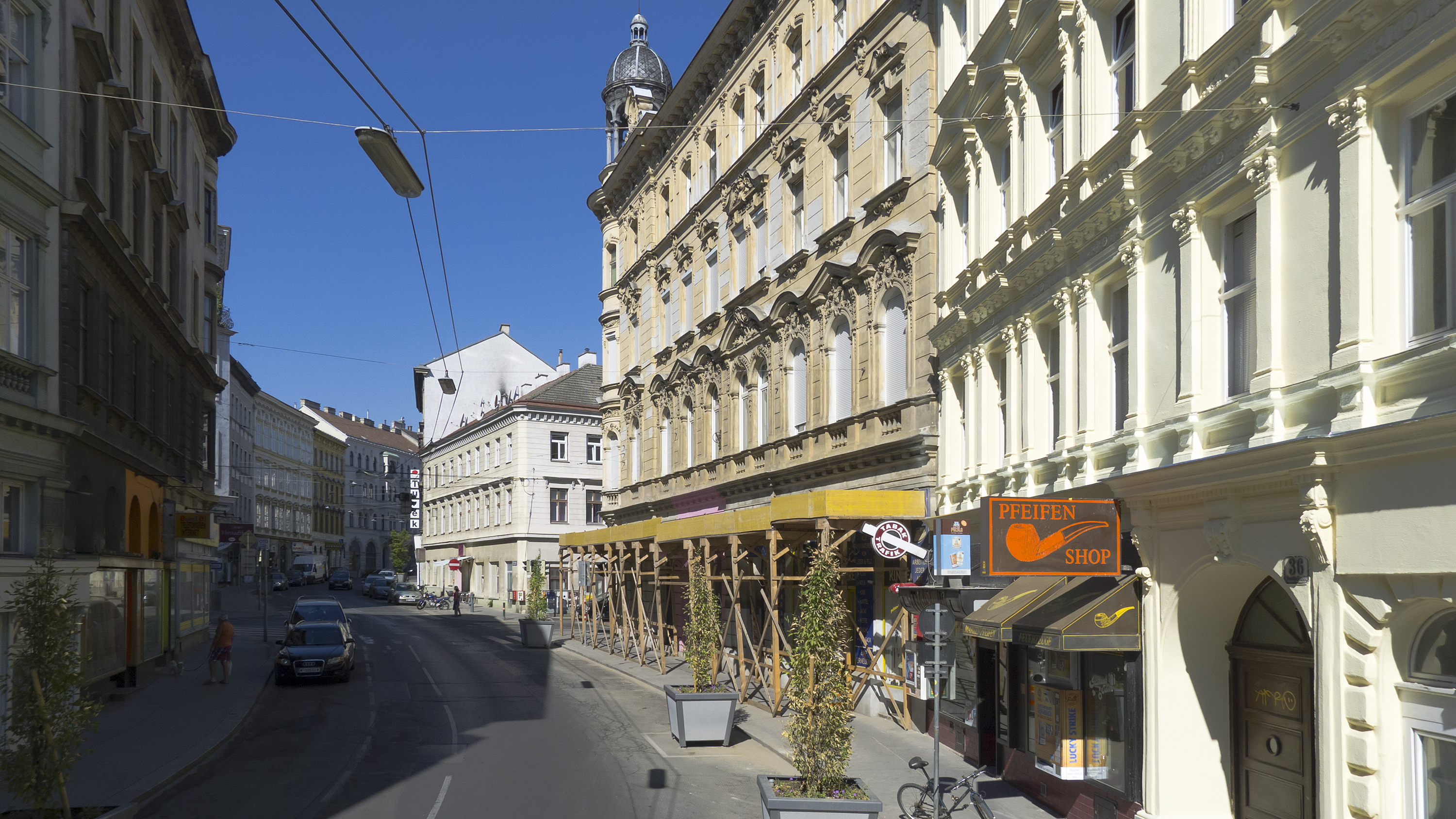
Bei Nr. 29
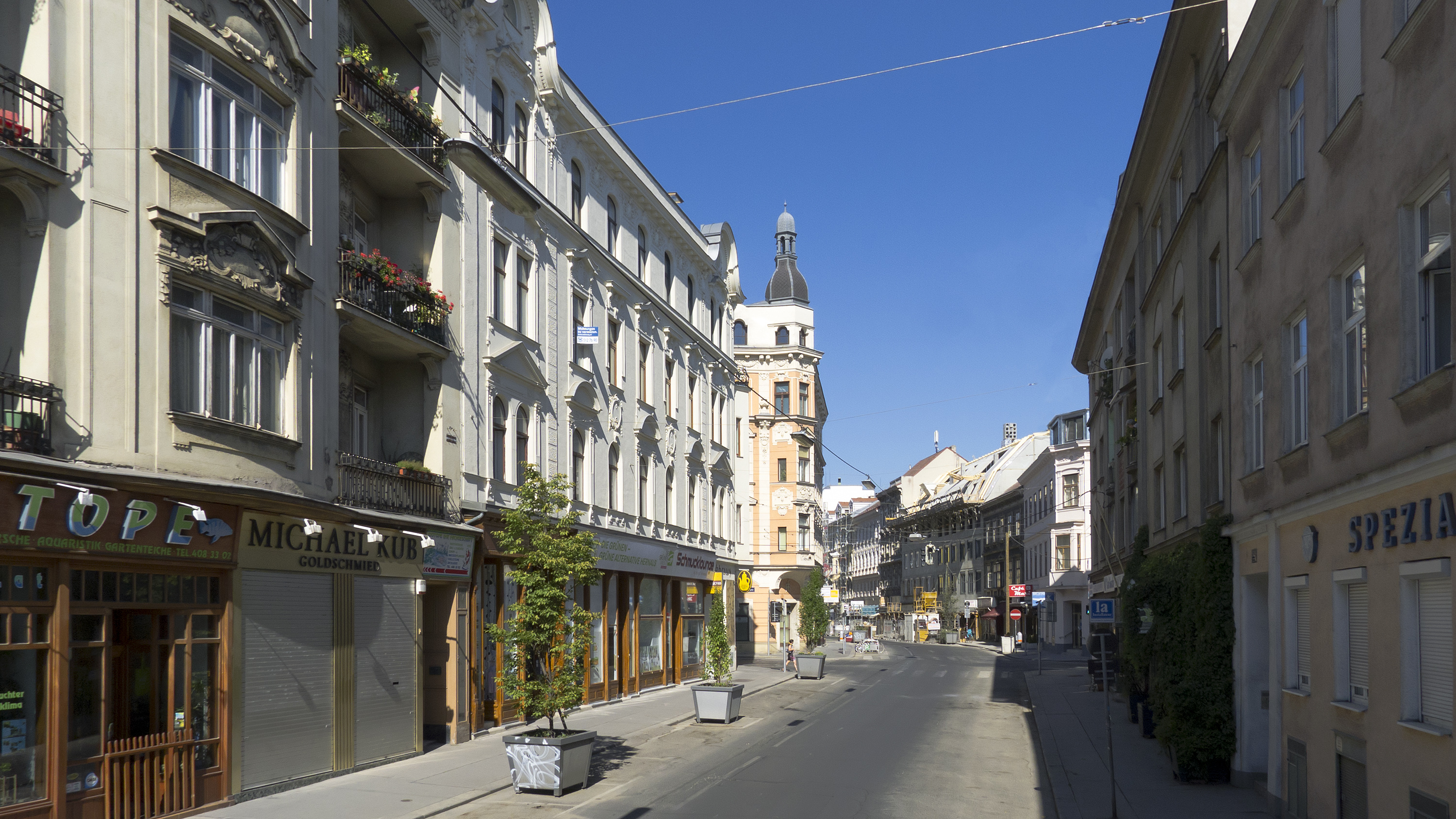
Bei Nr. 45
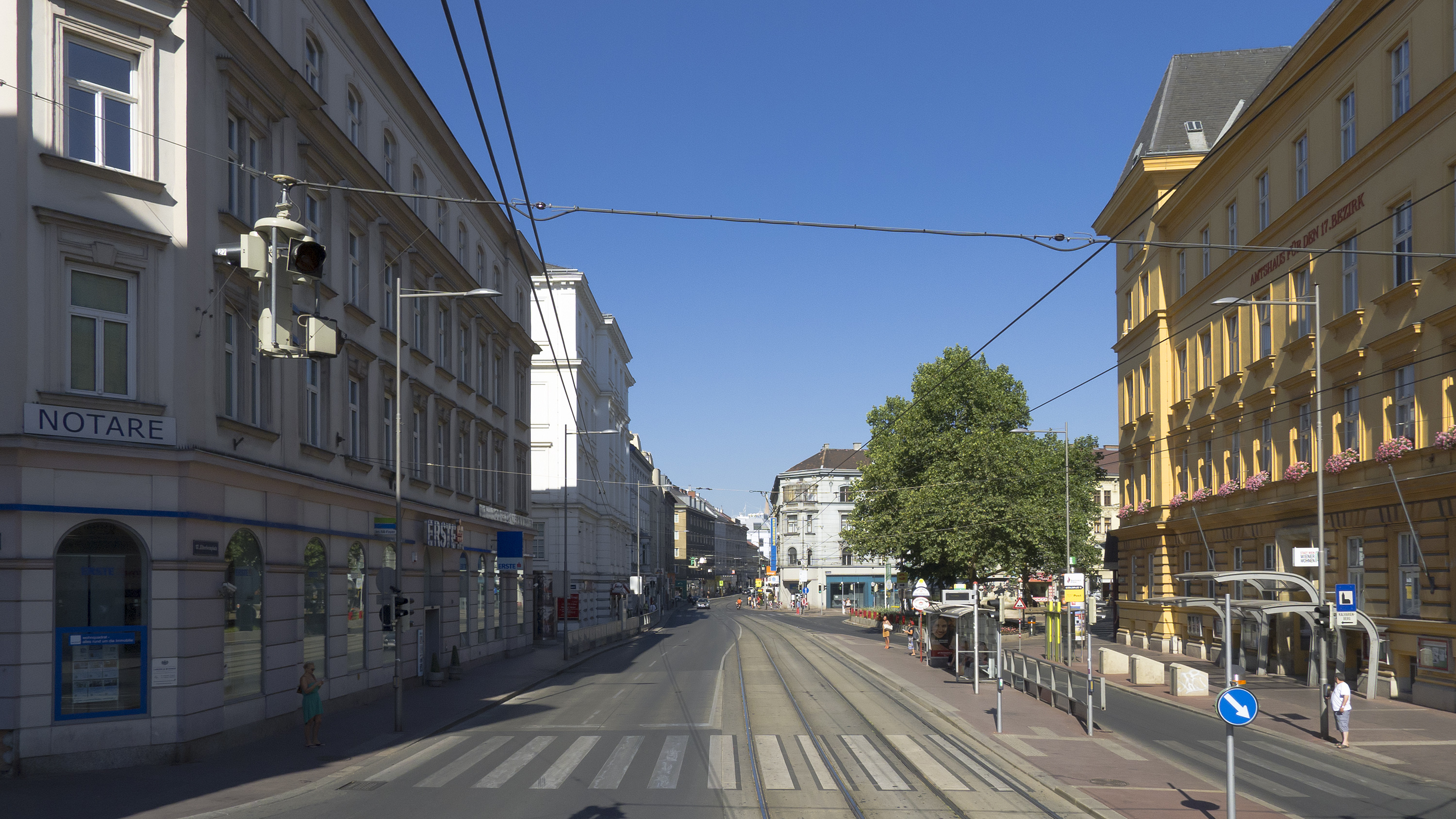
Beim Elterleinplatz, rechts das Amtshaus
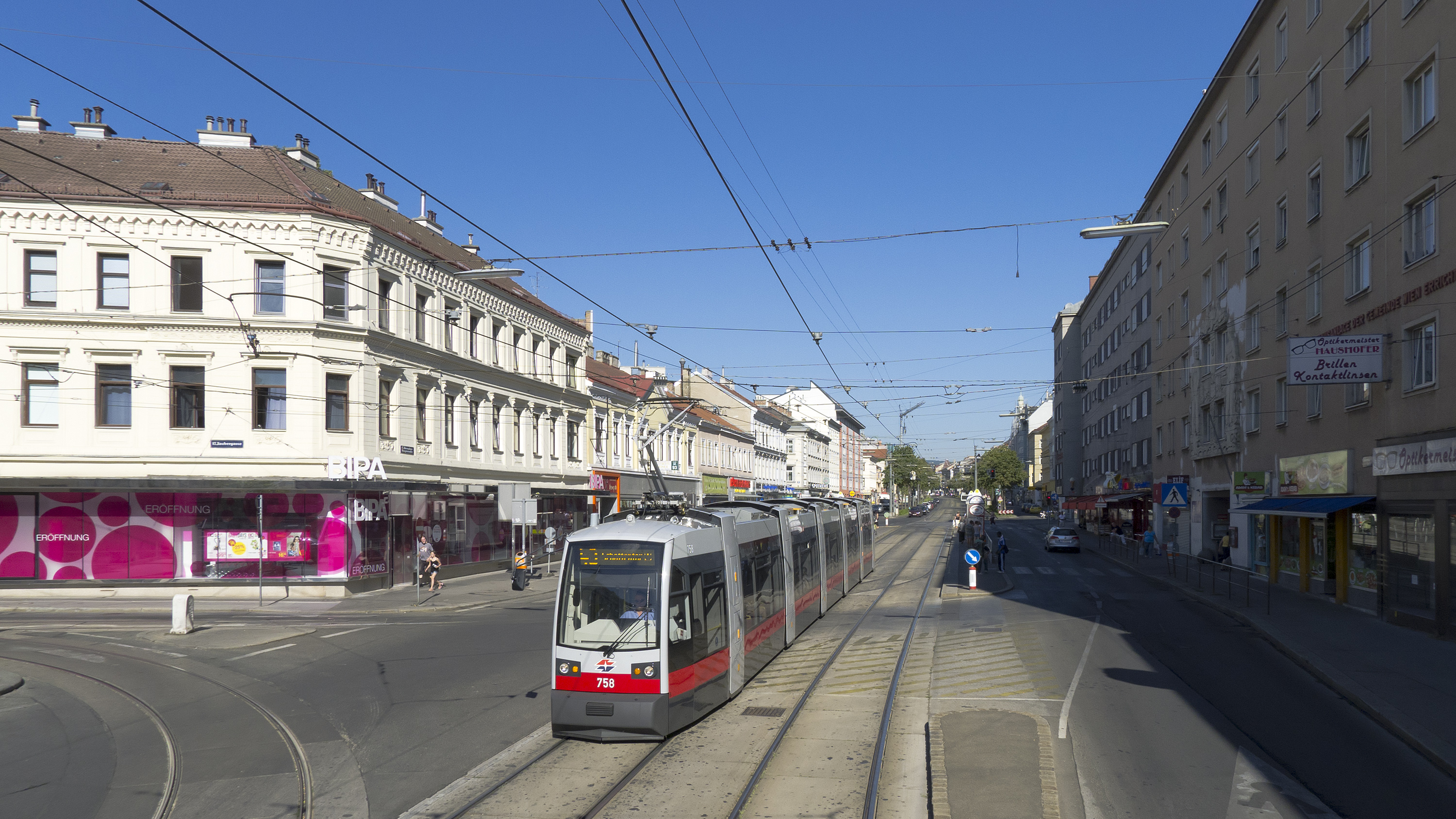
Bei der Taubergasse
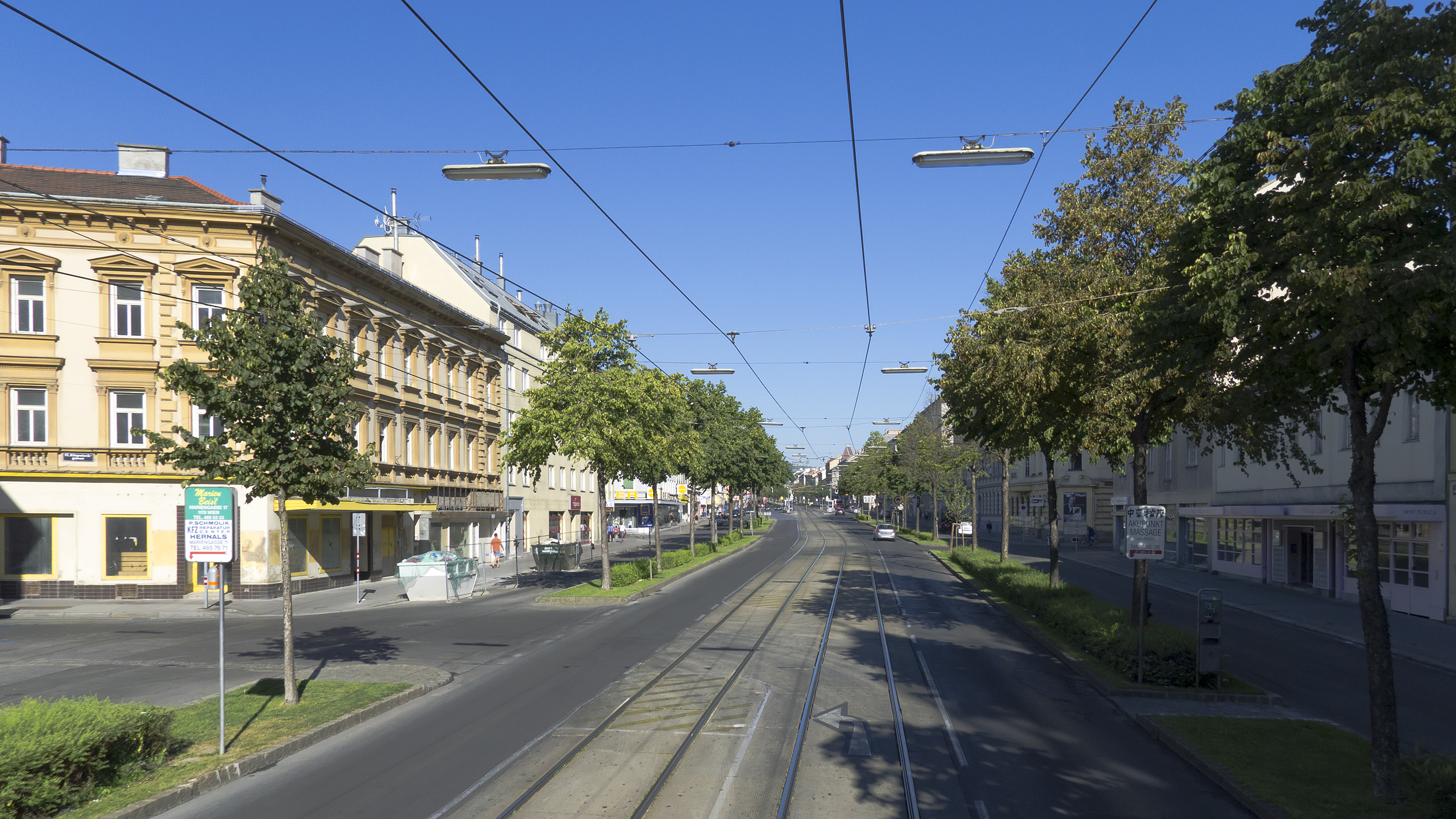
Bei der Klopstockgasse
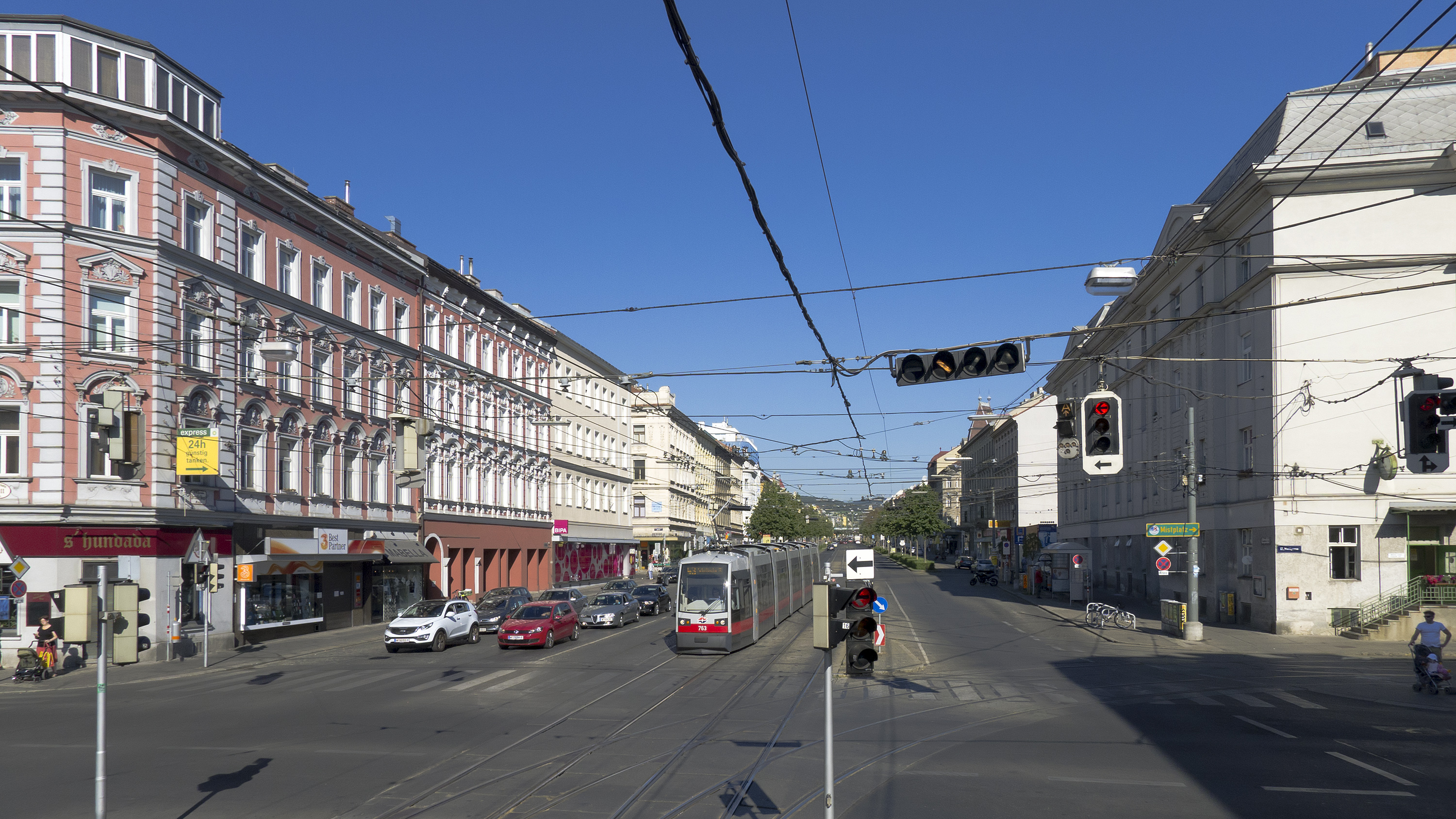
Bei der Wattgasse
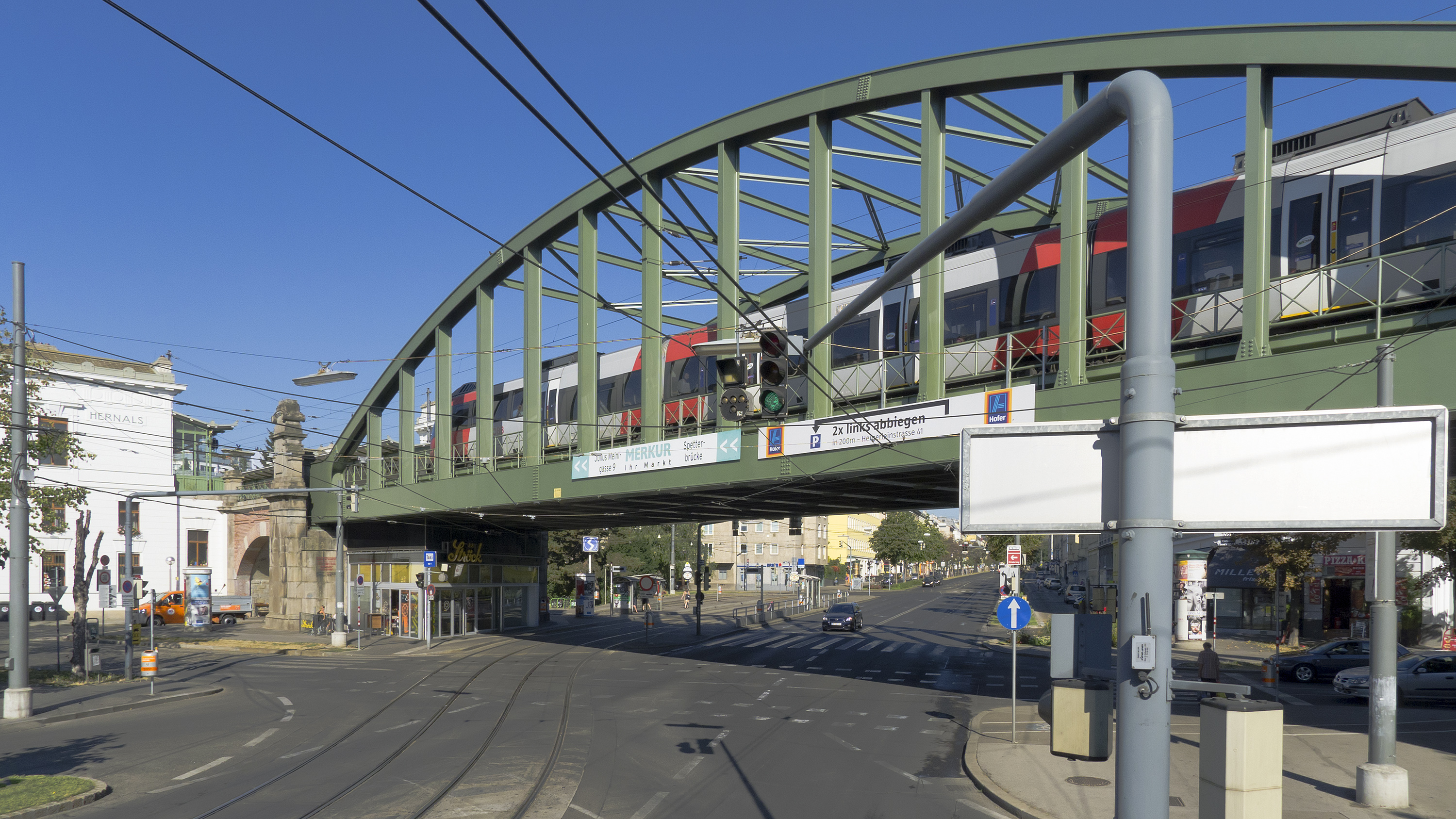
Bei der Brücke der S45
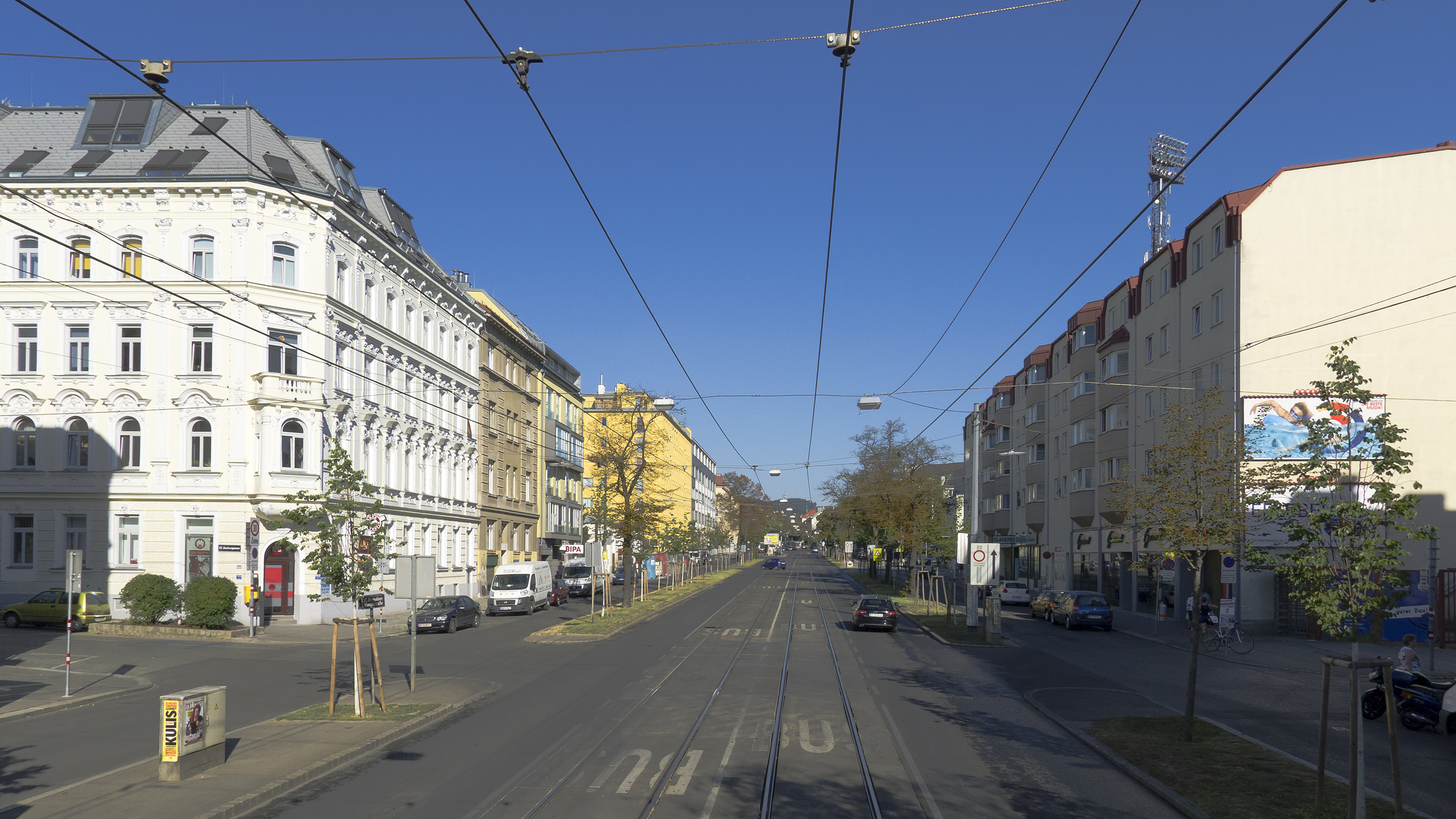
Bei der Kainzgasse
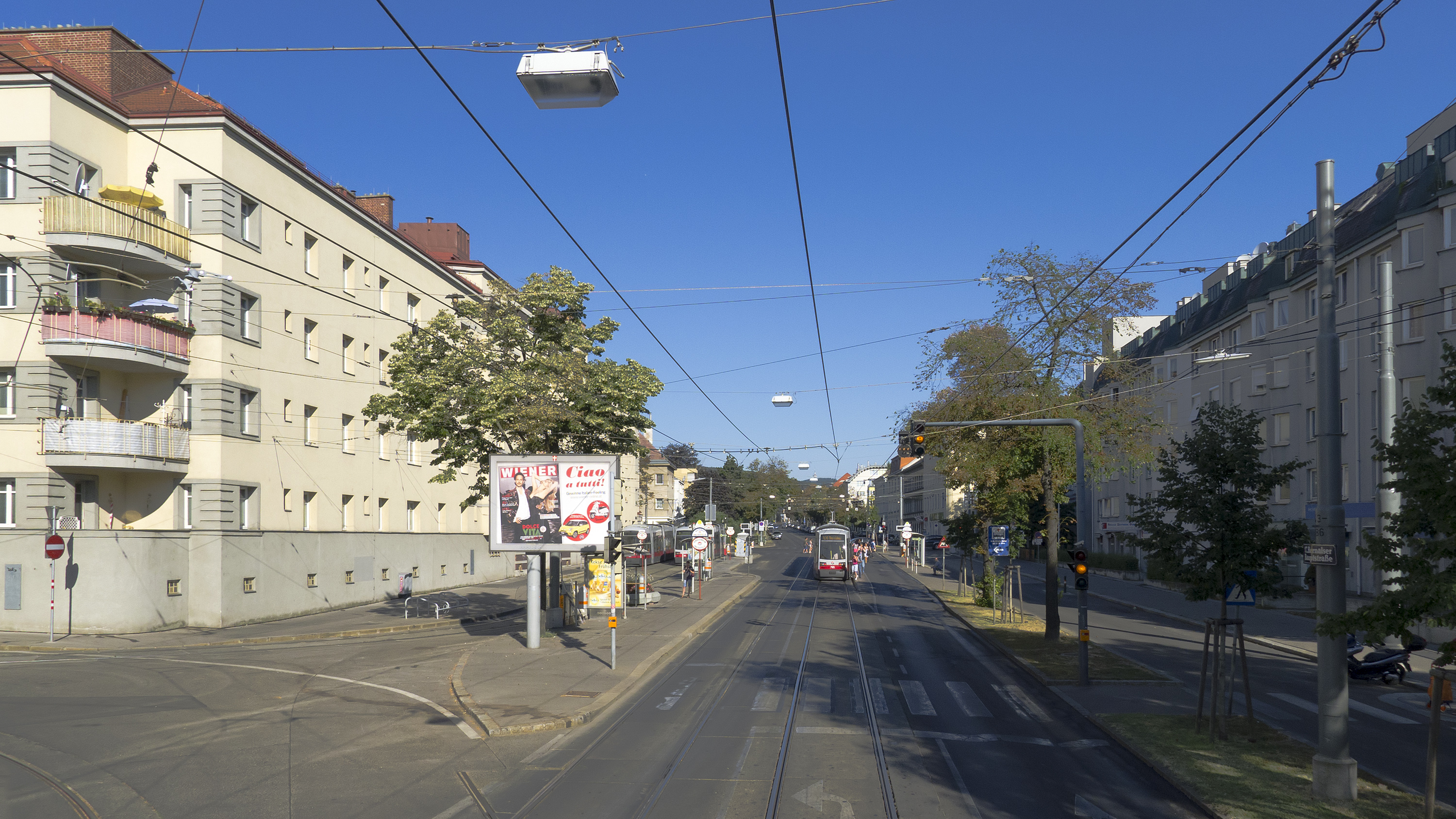
Das Ende der Straße bei der Paschinggasse